# Eugeniusz Pach

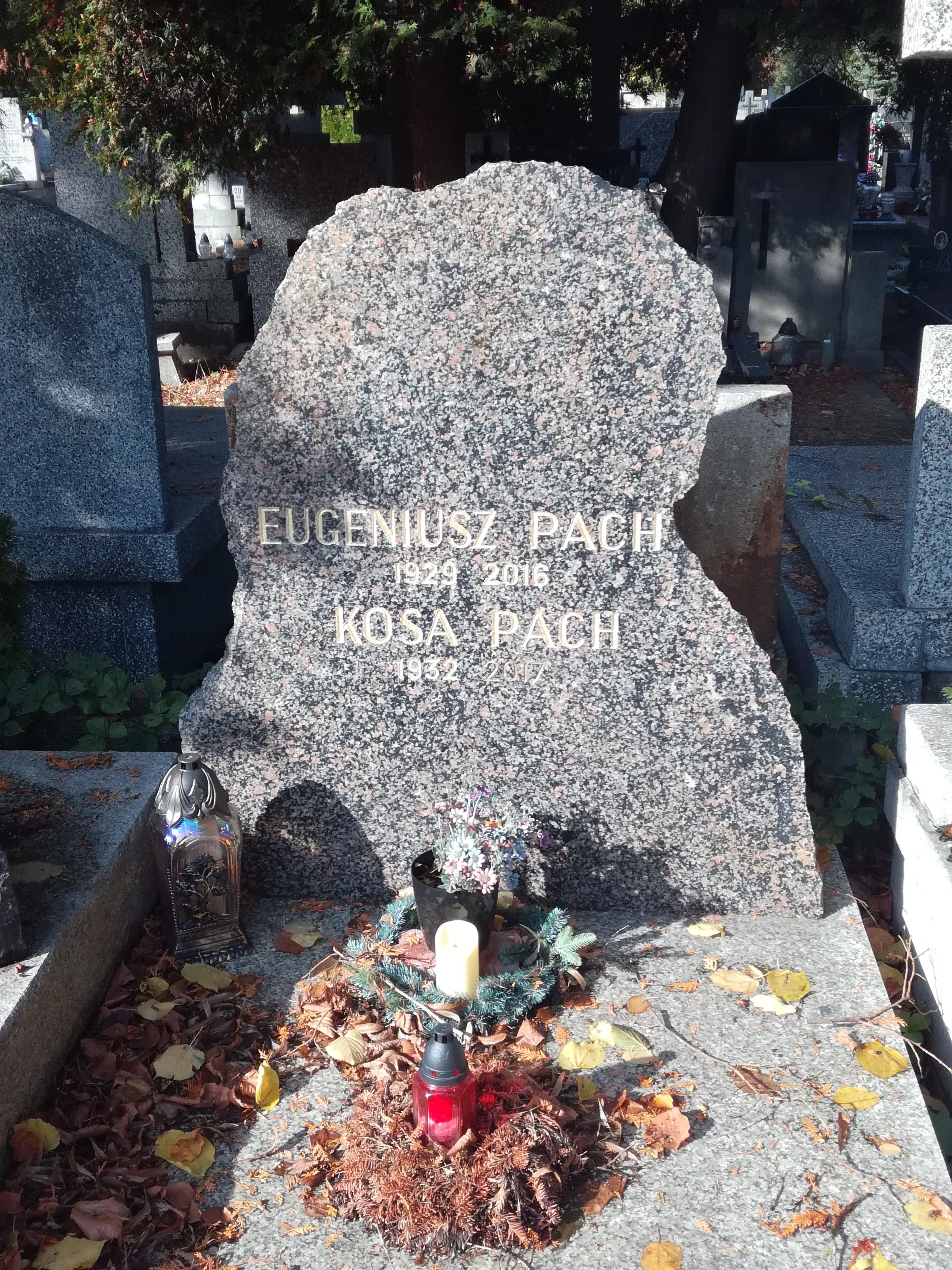
Grób Eugeniusza Pacha na cmentarzu Bródnowskim

Eugeniusz Pach (ur. 13 października 1929 w Warszawie, zm. 7 lutego 2016) – polski spiker i prezenter TVP od końca lat 50. do poł. lat 70, reporter, sprawozdawca, dokumentalista i reżyser. Z wykształcenia archeolog.

## Życiorys
Syn Ferdynanda i Janiny. Jako 15-letni strzelec ps. „Kicia” brał udział w powstaniu warszawskim w 9. kompanii batalionu „Kiliński”. Na przełomie sierpnia i września 1944 został odznaczony Krzyżem Walecznych i awansowany na starszego strzelca. 28 września 1944 ciężko ranny (postrzał obu nóg) trafił do niewoli. Po ucieczce z obozu jenieckiego Stalag IV B (Zeithain), od kwietnia 1945 do lipca 1948 żołnierz 2 Korpusu Polskiego na Zachodzie – 5 Kresowej Dywizji Piechoty (5 pal). Uczęszczał wówczas do Gimnazjum i Liceum dla Żołnierzy 2 Korpusu w Casarano we Włoszech.
Do Polski powrócił w 1948, gdzie ukończył archeologię na Uniwersytecie Warszawskim, a następnie podjął pracę w
Zakładzie Paleolitu PAN. Śpiewał w chórkach w Studenckim Teatrze Satyryków oraz występował w przedstawieniach dla dzieci w Teatrze Lalka.
W 1955 wziął udział w konkursie ogłoszonym przez TVP na spikera telewizyjnego. Wybrany z grupy 2 tys. kandydatów, był jednym z dwóch pierwszych lektorów Telewizji Polskiej. Pracę w TVP rozpoczął 12 grudnia 1955, zapowiadając telewizyjną adaptację Tragedii amerykańskiej w reż. Władysława Sheybala. Razem z Janem Suzinem stworzyli pierwszy duet polskich spikerów telewizyjnych.
Był reżyserem filmów dokumentalnych, reportaży, transmisji i sprawozdań z rajdów, konkursów i wyścigów samochodowych oraz pionierem reportażu bezpośredniego z wozu. W 1960 razem z Bohdanem Tomaszewskim był sprawozdawcą TVP z igrzysk olimpijskich w Rzymie. Ponadto był współtwórcą szkoły reportażu TVP oraz współautorem programów: „Turniej Miast”, „Panorama” i „Studio 2”. W latach 70. wspólnie z Mariuszem Walterem tworzył cykl „Spotkania po drodze”. Ponadto, jako zapalony kierowca rajdowy, prowadził w TVP m.in. pierwsze programy poświęcone omówieniu wyścigów Formuły 1. Ostatnim stanowiskiem, jakie zajmował w TVP, była funkcja zastępcy redaktora naczelnego w zespole „Studio 2” Mariusza Waltera.
Pracę w TVP zakończył 13 grudnia 1981. Po odejściu z telewizji nadzorował inwestycje w firmie „Seco” Sobiesława Zasady.
Wieloletni członek Stowarzyszenia Filmowców Polskich.
Według informacji CIA, zbiegły w 1967 na Zachód Janusz Kochański wymieniał Eugeniusza Pacha jako agenta III Departamentu MSW.
Zmarł w zapomnieniu. Pogrzeb Eugeniusza Pacha odbył się 1 marca 2016 na cmentarzu Bródnowskim w Warszawie (kwatera 18H-1-4).

## Życie prywatne
W 1958 ożenił się z Aleksandrą „Kosą” Gustkiewicz, malarką, przez długie lata zastępczynią głównego scenografa TVP.
Był cenionym kierowcą rajdowym oraz pilotem najsłynniejszego polskiego rajdowca Sobiesława Zasady. W 1963 wystartował po raz pierwszy w rajdzie o mistrzostwo Polski, wygrywając w klasie do 1300 cm³.

## Nagrody, wyróżnienia i odznaczenia
- 1967: Odznaka 1000-lecia Państwa Polskiego[23]
- 1971: II Nagroda indywidualna „Srebrny Pegaz” za film dokumentalny Wernisaż, Przegląd Filmów o Sztuce, Zakopane
- 2015: Nagroda Prezesa Zarządu TVP za całokształt twórczości, Festiwal Sztuki Faktu, Toruń[24][25]

## Filmografia
Scenariusz i realizacja
- 1971: Akcja Akademia, film dokumentalny
- 1971: Ballada o Trombie, film dokumentalny
- 1971: Charaktery, cykl dokumentalny
- 1971: O spokój w mieście, film dokumentalny
- 1971: Pierwsza na Monte Carlo, film dokumentalny
- 1971: Spotkania w drodze, film dokumentalny
- 1971: Stradivarius z Jankowskiego powiatu, film dokumentalny
- 1971: Wernisaż, film dokumentalny